# Estação Kulosaari

Kulosaari (em sueco:  Brändö) é uma das 30 estações do Metro de Helsínquia, localizada na Finlândia.